# The Horrible People
«The Horrible People» es un sencillo del disco de Marilyn Manson, Remix & Repent, (1997) que no tiene video musical, pero es un tema de su gira "Dead to the World". La canción es una versión remix del sencillo The Beautiful People, del disco anterior Antichrist Superstar. Su duración es de 5 minutos con 13 segundos. 

## Curiosidades
- El título de la canción corresponde a una estrofa de su segundo verso.
- Marilyn Manson no volvió a cantar este single, ni a sacarlo en otros discos o videos.

- Datos: Q6144630